# Générargues
Générargues – miejscowość i gmina we Francji, w regionie Oksytania, w departamencie Gard.
Według danych na rok 1990 gminę zamieszkiwało 546 osób, a gęstość zaludnienia wynosiła 53 osoby/km² (wśród 1545 gmin Langwedocji-Roussillon Générargues plasuje się na 494. miejscu pod względem liczby ludności, natomiast pod względem powierzchni na miejscu 739.).